# Krackow
Krackow est une municipalité allemande du land de Mecklembourg-Poméranie-Occidentale et l'arrondissement de Poméranie-Occidentale-Greifswald.

## Personnalités liée à la ville
- Emil von Hacke (1814-1887), général né à Krackow.